# 위탁
|                                           |
| 미국의 재산법                             |
| 미국법 시리즈                             |
| 재산 획득                                 |
| 증여 · 취득시효 · 채권양도                |
| 유실물                                    |
| 처분 · 위탁 · 허가                        |
| 재산권                                    |
| 완전 사유권 · 단순부동산권 · 한사부동산권 |
| 생애부동산권 · 조건부 부동산권            |
| 미래권리 · 부동산 공동소유                |
| 부동산임차권 · 연립주택                   |
| 토지권리의 양도 증서                      |
| 선의의 취득자 · 권원등기제도              |
| 양도증서에 의한 금반언 · 권리 포기서      |
| 임대차 · 형평법상 재산권의 이전           |
| 소유권부담제거소송 · 국가귀속             |
| 미래사용 제한                             |
| 양도제한                                  |
| 영구구속금지의 원칙                       |
| 쉘리사건의 원칙                           |
| 상속권원우선원칙                          |
| 비소유 토지권                             |
| 지역권 · 이익                             |
| 토지와 함께 이전하는 약관                 |
| 에퀴티상의 지역권                         |
| 관련 주제                                 |
| 부착물 · 훼손 · 분할                      |
| 용수권                                    |
| 측면‧지하지지권                           |
| 네모닷                                    |
| 미국법의 다른 영역                        |
| 계약법 · 불법행위법                       |
| 유언신탁법                                |
| 형법 · 증거법                             |

위탁(委託)은 영미법내 재산법의 한 개념으로 일방이 타방에게 보관, 사용을 위해 개인 재산에 대한 점유권을 이전하는 것을 말한다. 위탁자(또는 타방)는 bailee 위탁인(또는 일방)은 bailor라고 한다. 위탁인은 물건을 보장할 의무는 없으나 주의 의무는 가지고 있다.

## 차이점
위탁이 판매나 증여와 다른 점은 위탁의 경우 소유권의 이동은 없고 단지 물리적인 보관에만 변동이 있다는 점이다.

## 주의 의무
위탁행위로 누가 얼마나 이익을 얻느냐에 따라서 주의 의무가 달라진다.